# Astana (wielerploeg)/2014

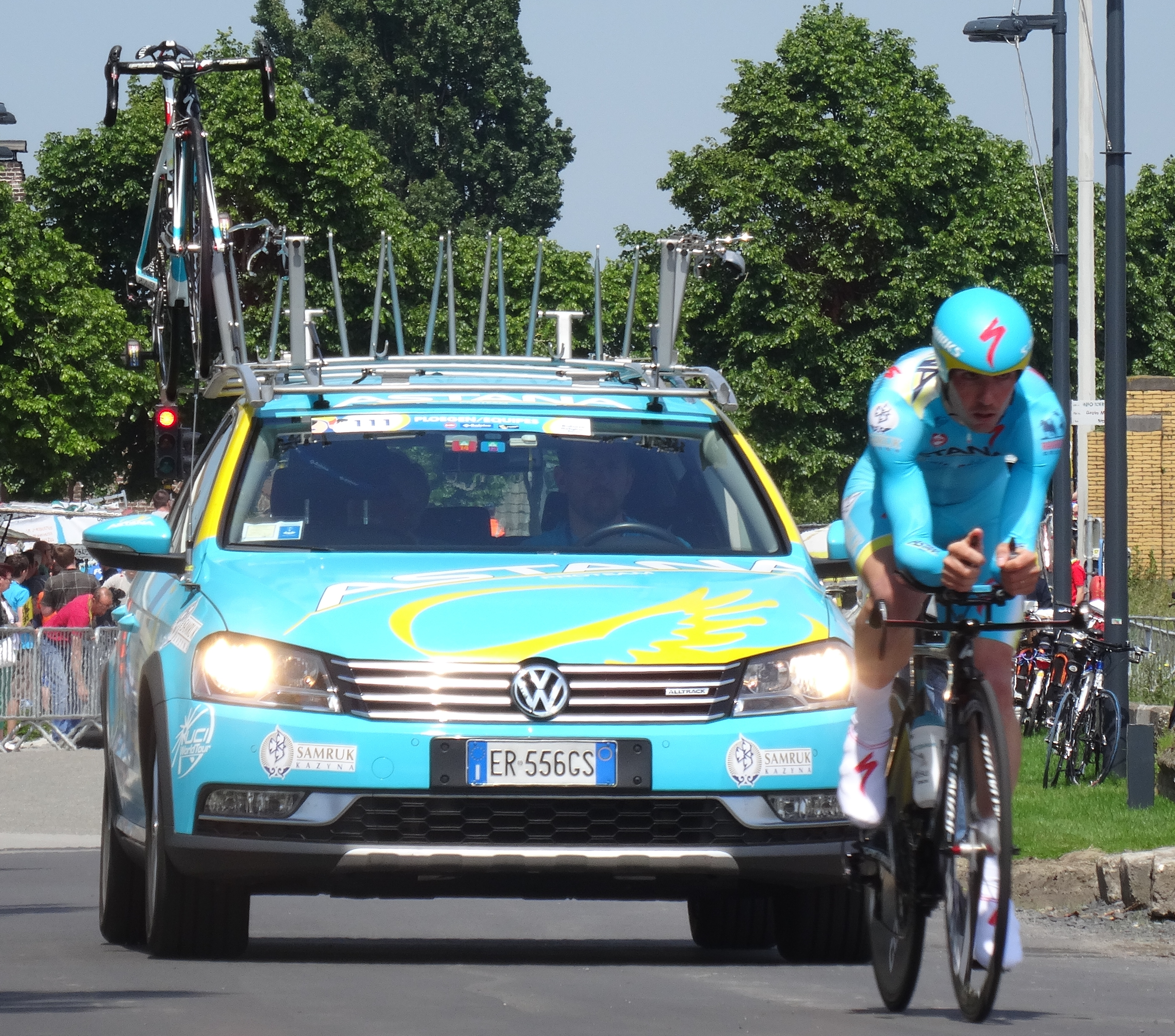
Ronde van België

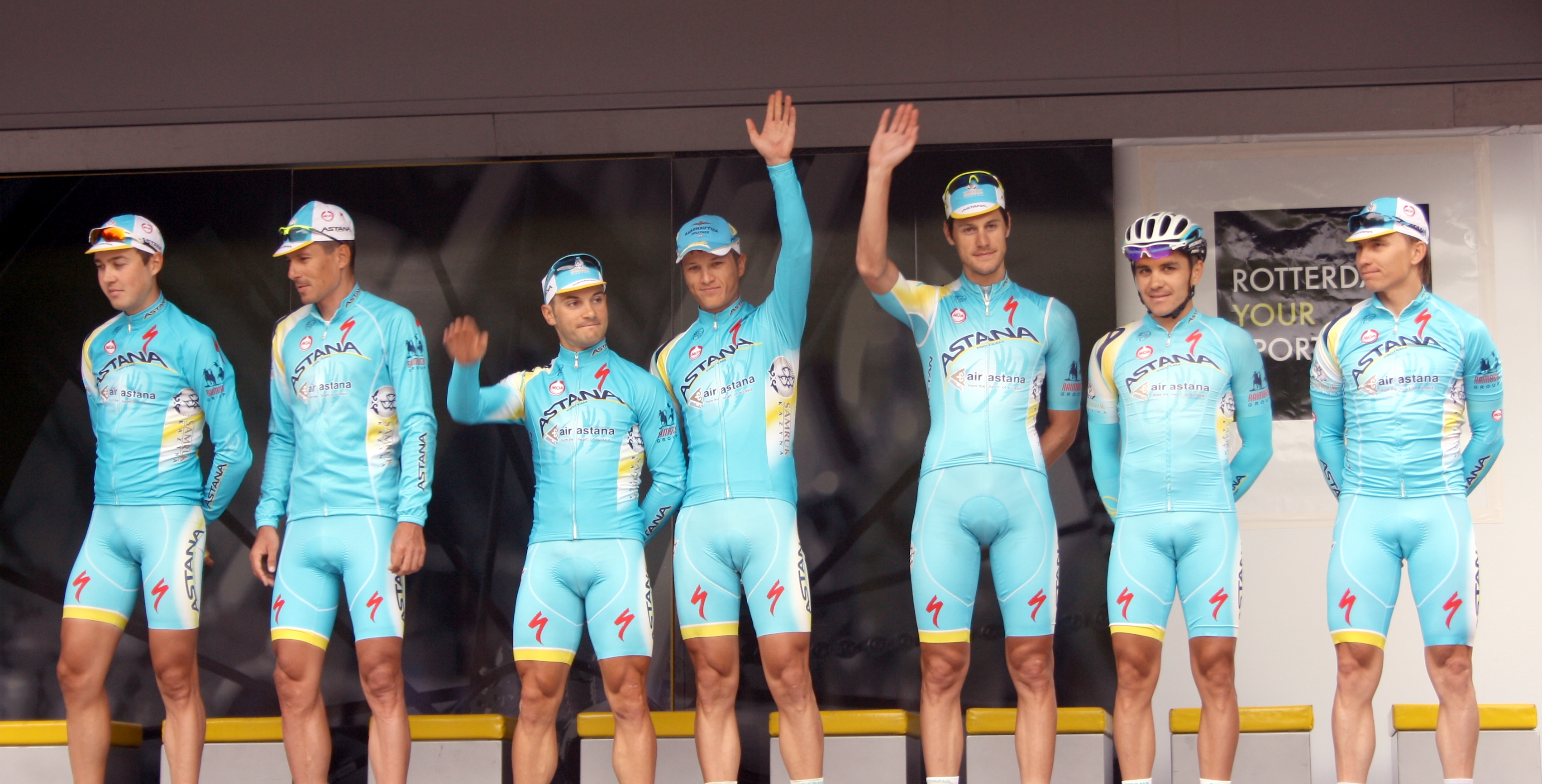
Groepsfoto

Deze pagina geeft een overzicht van de Astana-wielerploeg in  2014.

## Algemeen
Algemeen manager; Aleksandr Vinokoerov
Ploegleiders; Giuseppe Martinelli, Dmitri Fofonov, Jaan Kirsipuu, Dimitri Sedoen, Aleksandr Sjefer, Paolo Slongo, Gorazd Štangelj, Sergej Jakovlev, Stefano Zanini
Fietsen; Specialized
Kleding; MOA
Kopmannen; Michele Scarponi, Vincenzo Nibali, Fabio Aru

## Transfers
| Inkomend          | Team 2013               | Uitgaand           | Team 2014           |
| ----------------- | ----------------------- | ------------------ | ------------------- |
| Daniil Fominykh   | Continental Team Astana | Kevin Seeldraeyers | Wanty-Groupe Gobert |
| Valentin Iglinski | AG2R-La Mondiale        | Simone Ponzi       | Yellow Fluo         |
| Mikel Landa       | Euskaltel-Euskadi       | Jegor Silin        | Katjoesja           |
| Michele Scarponi  | Lampre-Merida           | Andrej Kasjetsjkin | Onbekend            |
| Lieuwe Westra     | Vacansoleil-DCM         | Asan Bazajev       | Gestopt             |

## Renners
| Naam                        | Geboortedatum | Nationaliteit    | Ploeg 2013              |
| --------------------------- | ------------- | ---------------- | ----------------------- |
| Valerio Agnoli              | 06-01-1985    | Italië           |                         |
| Fabio Aru                   | 03-07-1990    | Italië           |                         |
| Borut Božič                 | 08-08-1980    | Slovenië         |                         |
| Janez Brajkovič             | 18-12-1983    | Slovenië         |                         |
| Aleksandr Djatsjenko        | 17-10-1983    | Kazachstan       |                         |
| Daniil Fominykh             | 28-08-1991    | Kazachstan       | Continental Team Astana |
| Jakob Fuglsang              | 22-03-1985    | Denemarken       |                         |
| Enrico Gasparotto           | 23-03-1982    | Italië           |                         |
| Francesco Gavazzi           | 01-08-1984    | Italië           |                         |
| Andrij Hryvko               | 07-08-1983    | Oekraïne         |                         |
| Dmitri Groezdev             | 13-03-1986    | Kazachstan       |                         |
| Andrea Guardini             | 16-12-1989    | Italië           |                         |
| Jacopo Guarnieri            | 14-08-1987    | Italië           |                         |
| Evan Huffman                | 07-01-1990    | Verenigde Staten |                         |
| Maksim Iglinski             | 18-04-1981    | Kazachstan       |                         |
| Valentin Iglinski           | 12-05-1984    | Kazachstan       | AG2R-La Mondiale        |
| Arman Kamysjev              | 14-03-1991    | Kazachstan       |                         |
| Tanel Kangert               | 11-03-1987    | Estland          |                         |
| Fredrik Kessiakoff          | 17-05-1980    | Zweden           |                         |
| Mikel Landa                 | 13-12-1989    | Spanje           | Euskaltel-Euskadi       |
| Aleksej Loetsenko           | 07-09-1992    | Kazachstan       |                         |
| Dmitri Moeravjov (tot 19-6) | 02-11-1979    | Kazachstan       |                         |
| Vincenzo Nibali             | 14-11-1984    | Italië           |                         |
| Michele Scarponi            | 25-09-1979    | Italië           | Lampre-Merida           |
| Paolo Tiralongo             | 08-07-1977    | Italië           |                         |
| Roeslan Tleoebajev          | 07-03-1987    | Kazachstan       |                         |
| Alessandro Vanotti          | 16-09-1980    | Italië           |                         |
| Lieuwe Westra               | 11-09-1982    | Nederland        | Vacansoleil-DCM         |
| Andrej Zejts                | 14-12-1986    | Kazachstan       |                         |
| Stagiairs                   |               |                  |                         |
| Maxat Ayazbayev             | 27-01-1992    | Kazachstan       | Continental Team Astana |
| Ilja Davidenok              | 19-04-1992    | Kazachstan       | Continental Team Astana |
| Bakhtiyar Kozhatayev        | 28-03-1992    | Kazachstan       | Continental Team Astana |

## Overwinningen
Ruta del Sol
Sprintklassement: Andrej Zejts
Ploegenklassement
Ronde van Langkawi
3e etappe: Andrea Guardini
10e etappe: Andrea Guardini
Ronde van Catalonië
7e etappe: Lieuwe Westra
Ronde van Trentino
4e etappe: Mikel Landa
Ploegenklassement
Ronde van Italië
15e etappe: Fabio Aru
Aziatische kampioenschappen
Tijdrit, Elite: Dmitri Groezdev
Wegrit, Elite: Roeslan Tleoebajev
Critérium du Dauphiné
7e etappe: Lieuwe Westra
Kazachs kampioenschap
Tijdrit: Daniil Fominykh
Italiaans kampioenschap
Wegrit: Vincenzo Nibali
Ronde van Frankrijk
2e etappe: Vincenzo Nibali
10e etappe: Vincenzo Nibali
13e etappe: Vincenzo Nibali
18e etappe: Vincenzo Nibali
Eindklassement: Vincenzo Nibali
Ronde van Denemarken
2e etappe: Andrea Guardini
4e etappe: Andrea Guardini
5e etappe: Aleksej Loetsenko
Eneco Tour
1e etappe: Andrea Guardini
Ronde van de Toekomst
4e etappe: Ilja Davidenok
Ronde van Spanje
11e etappe: Fabio Aru
18e etappe: Fabio Aru
Ronde van Almaty
Winnaar: Aleksej Loetsenko
Ronde van Hainan
3e etappe: Arman Kamysjev
2005 · 2006 · 2007 · 2008 · 2009 · 2010 · 2011 · 2012 · 2013 · 2014 · 2015 · 2016 · 2017 · 2018 · 2019 · 2020 · 2021 · 2022 · 2023 · 2024 · 2025
AG2R-La Mondiale · Astana · Belkin Pro Cycling · BMC Racing Team · Cannondale Pro Cycling Team · Team Europcar · FDJ · Garmin Sharp · Giant-Shimano · Katjoesja · Lampre-Merida · Lotto-Belisol · Team Movistar · Omega Pharma-Quick-Step · Orica-GreenEdge · Team Sky · Tinkoff-Saxo · Trek Factory Racing